# پوتریا ویریدیس
 پوتریا ویریدیس(نام علمی: Pouteria viridis) نام یک گونه از تیره چیکوئیان است.